# Gagan Thapa
Gagan Kumar Thapa (Katmandu, 6 luglio 1976) è un politico e imprenditore nepalese.

## Biografia
Dopo aver studiato sociologia all'Università Tribhuvan della capitale nepalese, dove ha anche conseguito un master in scienze politiche, nell'aprile 2006 ha guidato gli studenti alle grandi manifestazioni per la democrazia che hanno costretto il re Gyanendra Bir Bikram Shah Dev a cedere tutti i suoi poteri.
Incarcerato per alcuni giorni durante la rivolta, è diventato molto popolare tra i giovani del Paese grazie a quella che lui stesso ha chiamato «una rivoluzione fatta con gli sms».
Membro del Comitato centrale del Partito del Congresso (moderato), non lesina tuttavia critiche ai vecchi dirigenti della sua parte. Dal 2008 è anche componente dell'Assemblea costituente della Repubblica. Politicamente dice di ispirarsi a Martin Luther King, al Mahatma Gandhi e a Nelson Mandela.
Nel 2013 è stato eletto anche alla seconda Assemblea Costituente. Nell'agosto del 2016 è stato nominato ministro della Salute nel governo presieduto dall'ex capo guerrigliero Prachanda.

## Vita personale
Thapa è anche un imprenditore del settore agricolo. È sposato dal 2008. È autore del libro Nepali Congress kaa Aitehasik Dastaawejharu dedicato al suo partito.

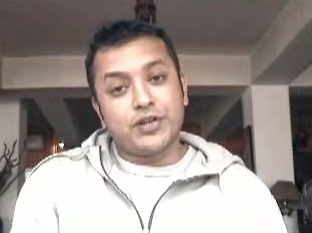
Gagan Kumar Thapa